# Diatrypa latipennis
Diatrypa latipennis är en insektsart som beskrevs av Lucien Chopard 1956. Diatrypa latipennis ingår i släktet Diatrypa och familjen syrsor. Inga underarter finns listade i Catalogue of Life.